# Сијалоендоскопија
Сијалоендоскопија је минимално инвазивна дијагностичка и терапијска метода која омогућава операцију пљувачних жлезда на сигуран и ефикасан начин код опструктивних поремећаја пљувачних жлезда и других стања пљувачних жлезда. Током сијалоендоскопије, мали ендоскоп се поставља у пљувачне жлезде кроз пљувачне канале чији излазмо отвори се налазе у устима.
Сијалоендоскопија се данас сматра ефикасним и једноставним начином лечења великих опструкција пљувачних жлезда, стриктура и сијалолита (камена у пљувачним каналима).
У зависности од опструкције, сијалоендоскопија се може обавити под локалном анестезијом у амбулантим условима или у операционој сали под општом анестезијом. 

## Историја
Сиалографија се историјски посматрала и као терапијска интервенција, код многих дијагностичких и опструктивних симптома великих пљувачних жлезда. Водорастворљива радионепропусна средства су убризгане ретроградно у пљувачне канале и добијене су серијске радиографске слике. Када се примени радиојод, 24% се губи кроз пљувачку, а концентрације 131I у пљувачки се крећу од 20 до 100 пута више од нивоа упоредно пронађених у плазми. Након неколико деценија употребе, сиалографија, због њених компликације и лошег увида у анатомске структуре пљувашних жлезди, развијена је сијалоендоскопија као новија метода визуелнизације великих пљувачних жлезди.

## Индикације
Како сијалоендоскопија није искључиво дијагностичка, већ је интервентна метода, она се може користити за:
- вађење пљувачних каменаца,
- вађење страних тела и полипа из пљувачних канала,
- испирање пљувачних канала и уклањање слузних чепова,
- дилатацију стенотичних сегмената пљуваћних канала, изазваних ожиљцима или стенозом,
- инстилацију различитих лекова као што су кортикостероиди или антибиотици.

- опструктивни паротитис повезан са хипертрофијом мишића масетера.
- радиојодни сиалоаденитис.

## Компликације
Током дијагностичке ендоскопије, као компликација може се јавити:
- крварења из зида пљувачних канала

- ломљења жичане корпе инструмента у пљувачном каналу.

- инфекција, која се успешно лечи антибиотицима.

- постоперативна пареза маргиналне гране фацијалног нерва, након одстрањења субмандибуларне жлезде.

## Метода
Анестезији је обавезна. Кратке интервенције могу бити под локалном анестезијом или садацијом која се може користити за проширење пљаувачних канала. Предности опште анестезије су бољи конфор за пацијента поготово код дужих процедуре или комбинованог приступа интра  и екстраоралним техникама укључујући ресекцију жлезде. 
Болесник мора бити припремљен за појачану самохидратацију, нежном масажом пљувачне жлезде, топлим облогама, оралним стероидима и аналгетицима. Периоперативно, примењује се агресивна хидратација, интравенски антибиотска терапија и терапија холинергичним агонистичким лековима.
Дијагностичке процедуре могу бити кратке до неколико минута, а интервенцијске процедуре трају и до сат времена. Транскутани рез на опипљивом великом паротидном камену може се направити и екстирпирати камен под локалном анестезијом ако је већи од приближно 15 мм у пречнику или је постављен интрапаренхимски.
Већина сијалоендоскопа има лумен за дијагнозу, хидродисекцију и дилатацију и посебан радни отвор. Радни отвор се користи за вађење камена постављањем специјалне корпе, ласерска влакна и микробушилице служе за фрагментацију а  микрофорцепс за манипулацију. Неки ендоскопи имају отвор за лумен од 0,2 мм за наводњавање. Неки ендоскопи (флексибилни или полу-флексибилни) имају спољни пречник између 0,89 и 2,29 мм са оптичким влакном од најмање 6.000 пиксела за добар квалитет слике.  
Жичана корпа за вађење камена има спољни пречник од 0,4 мм са четири жице које се могу поставити у лумен ендоскопа. 
Хваталице и клешта за биопсију имају спољни пречник од 0,78 мм и користе се за манипулацију, екстирпацију и биопсију. 
Ињекције анестетика, стероида, кортикостероида и контрастних средстава такође се могу убризгати кроз ове портове. Може се извршити и балонска дилатација интралуминалних стриктура уз коришћење пумпи контролисаног притиска.
Може се  обавити и уградња стента код јако запаљених сегмената канала, као и код повређене папиле. Стентови се обично постављају преко ендоскопа техником облагања, а затим се уносе интралуминално. Стентови су између 2 и 4 цм. 
Поновљена употреба  преднизолон се може применити у дози од 50 мг недељно за упална стања или превенцију стенозе.  